# Parfums Givenchy
Cet article concerne les un ; pour le couturier, voir Hubert de Givenchy ; pour la maison de couture, voir Givenchy
Pour les articles homonymes, voir Givenchy (homonymie).
Parfums Givenchy est une marque de parfumerie créée en 1957 par Hubert de Givenchy, grand couturier français, fondateur de la maison de haute couture Givenchy en 1952. La marque est exploitée par la société LVMH Flagrance Brands.

## Présentation
La marque de parfums Givenchy appartient au groupe de luxe LVMH depuis 1987. Elle possède deux usines en France ; une usine de production de parfums (50 %) et de cosmétiques (50 %) située à Beauvais dans l'Oise (environ 400 salariés) ouverte en 1968 et une usine de parfums située à Vervins dans l'Aisne (environ 250 salariés) ouverte en 1995.

## Histoire
C'est en 1957 qu'Hubert de Givenchy, alors à la tête de sa jeune maison de haute couture Givenchy en pleine ascension, demanda à son frère de l'aider à créer une entreprise de parfums, à l'exemple de Christian Dior avec sa filiale Parfums Christian Dior depuis 1947, et de Cristóbal Balenciaga. L'affaire commença modestement dans un rez-de-chaussée à Levallois-Perret avec quelques fonds familiaux. Les parfums étaient conditionnés dans l'usine des parfums Balenciaga en région parisienne. Une équipe de commerciaux exclusifs, en France et à l'exportation, fut rapidement constituée.	 
En 1957, Hubert de Givenchy réalise L’Interdit à l'origine pour Audrey Hepburn. C'est elle qui prête son visage à ce parfum qui lui est dédié. C’est la première fois qu’une star prête son visage à une campagne de parfum à titre gracieux, uniquement par amitié. La clientèle anglo-saxonne du couturier devient dès lors encore plus importante. La première campagne publicitaire est accompagnée du slogan « Jusqu'ici, une seule femme au monde était autorisée à porter ce parfum. L'Interdit. Créé par Givenchy pour Audrey Hepburn. ».  
Monsieur de Givenchy et Vétyver sont lancés en 1959, suivra le lancement du parfum pour femme « Givenchy III » au slogan « Qui sait pourquoi on se souvient d’une femme et pas d’une autre ? Givenchy III donne de la mémoire aux hommes ». Le succès des parfums Givenchy est suivi par la construction d’une usine à Beauvais.
Hubert de Givenchy crée pour l’occasion le logo « 4 G » et une ligne de cosmétiques est lancée aux États-Unis. 
En 1968, une usine de production est construite dans la zone industrielle sud de Beauvais. Le choix du site n'était pas seulement dû à l'enracinement de la famille Givenchy dans l'Oise, mais à la tradition d'industrie manufacturière dans la région, à la proximité des fournisseurs de verrerie (Pochet - du Courval dans la vallée de la Bresle), et à la disponibilité d'une main-d’œuvre féminine habile. L'usine, agrandie en 1978 et plusieurs fois ensuite, centralise la production de parfumerie et travaille aussi pour d'autres marques. Son savoir-faire est reconnu. 	 
En 1979, les frères Givenchy décidèrent de confier l'avenir de Parfums Givenchy, jusque-là presque strictement familiale, à un groupe industriel. Les discussions allaient aboutir avec la firme anglaise Beecham (pharmacie et chimie) quand le Ministère de l'Économie français, sur l'intervention personnelle du Président de la République française Valéry Giscard d'Estaing, imposa une solution française. L'entreprise Parfums Givenchy, rachetée par l'IDI (institut de développement industriel), émanation du Ministère de l’Économie, fut cédée en 1981 à la maison de champagne Veuve Clicquot Ponsardin qui se diversifiait dans le luxe. En 1986, l'entreprise Veuve Clicquot Ponsardin fut rachetée par l'entreprise Louis Vuitton, qui fut elle-même fusionnée en 1987 avec Moët Hennessy dans la création du premier groupe mondial du luxe LVMH.
Parmi les parfums à succès de Givenchy, on peut citer Ysatis, Amarige, Organza, Very Irrésistible, Ange ou Démon, Dahlia noir (2011) chez les femmes, et Monsieur de Givenchy (première fragrance pour hommes, 1959), Gentleman, Π, Givenchy pour homme, Vétyver et Play chez les hommes.

## Les Parfums
En 2000, afin de contribuer au renouveau de la marque, parfums Givenchy fait monter le designer Pablo Reinoso à la direction artistique de la société. Le styliste Riccardo Tisci, directeur artistique de la maison Givenchy de 2005 à 2017, a participé aux créations des parfums Givenchy à la suite du départ de Reinoso du groupe en 2006. 
- L'interdit, 1957
- Le de, 1957
- Monsieur, 1959
- Givenchy III, 1970
- Gentleman, 1974
- Eau de Givenchy, 1980
- Ysatis, 1984
- Amarige, 1991
- Insensé, 1993
- Organza, 1996
- Pi, 1998
- Hot couture, 2000
- Very irresistible, 2003
- Absolutely Givenchy, 2006
- Ange ou démon, 2006
- Absolutely irresistible, 2008
- Play, 2008
- Ange ou démon le secret, 2009
- Play for her, 2010
- Very irrésistble intense, 2011[7]
- Dahlia noir, 2011[8]
- Dahlia divin, 2014
- Live irresistible, 2015
- L'interdit, 2018
- Irresistible Givenchy, 2020